# Demonax bicinctus
Demonax bicinctus är en skalbaggsart som först beskrevs av Hope 1831.  Demonax bicinctus ingår i släktet Demonax och familjen långhorningar.
Artens utbredningsområde är Nepal. Inga underarter finns listade i Catalogue of Life.